# Tantilla rubra
La culebra encapuchada roja (Tantilla rubra) es una especie de serpiente que pertenece a la familia Colubridae. Se distribuye desde Nuevo León en México hasta  Guatemala. Esta serpiente de color rojizo con cabeza negra mide alrededor de 30 cm. En México se considera Sujeta a Protección Especial.  
Recientemente fue avistada también en algunas zonas de Venezuela, Ureña estado Táchira zona de 40⁰ centígrados y de Paraguay, en humedales.[cita requerida] Anexo se ha  visto en El Salvador zona norte montañosa.[cita requerida]

## Clasificación y descripción
Serpientes pequeñas que llegan a alcanzar una longitud de hocico a cloaca de 361 mm, la cola es moderadamente larga, es casi la tercera parte de la longitud del cuerpo. La cabeza es ligeramente distintiva del cuello en vista dorsal. Ojos pequeños y pupila redonda. Tiene 15 escamas lisas alrededor del cuerpo. Fosetas apicales ausentes. Escama anal dividida. La coloración dorsal es rojiza o café rojizo. La cabeza es negra con un collar nucal blanco que abarca aproximadamente dos escamas y media, posteriormente este collar es bordeado por negro. Una mancha postocular blanca también está presente y en algunos ejemplares se continua por toda la región supralabial; manchas claras son evidentes en la punta del hocico. Las infralabiales también pueden ser oscuras. La región ventral es crema.

## Distribución
Desde el centro de Nuevo León hasta el oeste de Guatemala.

## Hábitat
Su hábitat natural se compone de bosque de pino, bosque de pino-encino y bosque tropical caducifolio. Su rango altitudinal oscila entre 0 y 2618 m s. n. m..
Esta rara especie habita en izotales a una altitud de 2,045 m s. n. m. Es de hábitos diurnos y terrestres, generalmente se encuentra refugiada bajo rocas.

## Estado de conservación
Se encuentra enlistada dentro de la IUCN como menor preocupación (LC), y dentro de la NOM-059-SEMARNAT como protección especial.